# Памятник Янке Купале (Гродно)
Памятник Янке Купале — памятник в Гродно, расположенный на ул. Ожешко, перед зданием Гродненского университета. Установлен в 1964 году в связи с присвоением в 1957 году этому вузу (тогда — педагогический институт) имени классика белорусской литературы Янки Купалы . Автор памятника — скульптор Заир Азгур .

На консоли, закрепленной на стеле высотой 4 м, установлен бронзовый бюст Купалы высотой 1,2 м. Черты лица изображённого переданы реалистически. На бетонной стеле помещены отлитые из металла строки Купалы:
Мілая моладзь, слаўная моладзь

Нашай бязмежнай краіны!

Горы і мора можаш ты здолець,

Сэрцам расплавіць ільдзіны.
Площадка перед памятником вымощена плиткой, окружена газонами.